# Cerdistus begauxi
Cerdistus begauxi är en tvåvingeart som beskrevs av Tomasovic 2006. Cerdistus begauxi ingår i släktet Cerdistus och familjen rovflugor. Inga underarter finns listade i Catalogue of Life.